# Brilliance V6
Brilliance V6 — среднеразмерный кроссовер, выпускавшийся китайской автомобилестроительной компанией Brilliance China Auto под брендом Zhonghua с 2017 по 2020 год.

## Описание
Brilliance V6 дебютировал в ноябре 2017 года на автосалоне в Гуанчжоу. В декабре 2017 года автомобиль поступил в продажу в Китае. Вместимость автомобиля составляет 5 мест.

## Технические характеристики
Brilliance V6 оснащался 1,5-литровым двигателем V6 мощностью 110 кВт (150 л. с.) с турбонаддувом. Он сочетался в паре с шестиступенчатой механической или же автоматической трансмиссией.
Также автомобиль оснащался 1,6-литровым двигателем PSA EW мощностью 150 кВт (204 л. с.) с турбонаддувом, который сочетался в паре с семиступенчатой трансмиссией с двойным сцеплением.
|                            | 1.5T                       |
| Годы производства          | 12.2017—10.2020            |
| Тип                        | Бензиновый двигатель       |
| Объём                      | 1499 см³                   |
| Мощность при об/мин        | 110 кВт (150 л. с.) / 5500 |
| Крутящий момент при об/мин | 220 Н⋅м / 1600—4000        |
| Привод                     | Передний                   |
| Трансмиссия                | 6-скор. МКПП 6-скор. АКПП  |
| Трансмиссия (опционально)  | (7-скор. DCT)              |
| Разгон до 100 км/ч         | 10,2 сек.                  |